# NGC 5397
NGC 5397 (również PGC 49908) – galaktyka eliptyczna (E/SB0), znajdująca się w gwiazdozbiorze Centaura. Odkrył ją John Herschel 8 czerwca 1837 roku.